# Friby
Friby er en by der er en del af det internationale netværk som giver husly til forfattere og andre skribenter der forfølges i deres hjemland.
Fribyer kendes fra en række lande. Medlemsbyerne er organiseret i det internationale netværk ICORN (International Cities of Refuge Network). Blandt medlemmerne er Göteborg, Barcelona, Frankfurt am Main, Stavanger, Edinburgh og Mexico City.
Forfatteren Salman Rushdie der selv måtte gå under jorden på grund af reaktionerne på publikationen af hans bog, De sataniske vers, er en af medstifterne af ICORN. 

## Friby-ordningen i Danmark
I sin tale ved Folketingets åbning 2. oktober 2007 udtalte Anders Fogh Rasmussen: 
"Vi vil forbedre mulighederne for at give ophold i Danmark til udenlandske forfattere, der er forfulgt i deres hjemlande."
Danmark har indført Friby-ordningen, som giver mulighed for personer, som er forfattere, journalister eller en person, der formidler det skrevne ord, fx forlægger eller redaktør m.v. eller satiretegner, hvis ytringsfrihed krænkes i hjemlandet, og som derfor ikke kan udøve sine litterære aktiviteter til at ansøge om ophold i Danmark under Friby-ordningen. Der er krav om at personen har en vis produktion bag sig og underskriver en erklæring om anerkendelse af de grundlæggende værdier i det danske samfund. 
Se mere om ordningen fra Udlændingestyrelsen på NyiDanmark.dk.

## Forfattere med ophold i Danmark under Friby-ordningen
15. juni 2010 ankom Tendai Frank Tagaria til Århus som den første forfatter til en dansk friby.
Den gambianske forfatter, journalist og redaktør Seedy Bojang har siden september 2010 boet i Danmark som en anden forfatter på friby-ordningen. Den iranske forfatter Omid Shams Gakieh og hans kone har som led i friby-ordningen fået to års ophold i Aarhus fra marts 2014.